# The Zookeeper's Wife
The Zookeeper's Wife (estrenada como La casa de la esperanza en España y Un refugio inesperado en Latinoamérica) es una película británico-estadounidense dramática y bélica, dirigida por Niki Caro y escrita por Angela Workman. Basada en hechos reales, su referencia es el libro de no ficción del mismo nombre de Diane Ackerman, que narra la historia del matrimonio formado por Jan y Antonina Żabiński, directores del Jardín zoológico de Varsovia durante la ocupación nazi de Polonia, que salvaron cerca de 300 vidas humanas. La película está protagonizada por Jessica Chastain, Johan Heldenbergh y Daniel Brühl. El rodaje de la película comenzó el 29 de septiembre de 2015 en Praga, República Checa. Estrenada en Estados Unidos el 31 de marzo de 2017.

## Argumento
Se trata de la historia real sobre los cuidadores del Zoológico de Varsovia, Antonina y Jan Żabiński, quienes salvaron a unos trescientos judíos del Holocausto durante la Segunda Guerra Mundial escondiéndolos en las jaulas de los animales. Se basa en el diario personal de Antonina.

## Reparto
- Jessica Chastain como Antonina Żabiński.[4]
- Johan Heldenbergh como Jan Żabiński.[5]
- Daniel Brühl como Lutz Heck.[5]
- Michael McElhatton como Jerzyk.[6]
- Iddo Goldberg como Maurycy Fraenkel[7]
- Efrat Dor como Magda Gross[8]
- Shira Haas como Urszula[9]
- Val Maloku como Ryszard Żabiński.
- Tim Radford como Ryszard Żabiński (joven).
- Martha Issová como Regina Kenigswein
- Goran Kostić como Mr. Kinszerbaum[10]
- Arnošt Goldflam como Janusz Korczak

## Producción
En septiembre de 2010, se anunció que Angela Workman adaptaría el libro de no ficción "The Zookeeper's Wife" de Diane Ackerman. El 30 de abril de 2013, Jessica Chastain se unió al reparto de la película, para interpretar a Antonina Żabińska, mientras que Niki Caro firmó para dirigir la película. El 24 de agosto de 2015, Focus Features adquiere los derechos en Estados Unidos de la película, Daniel Brühl y Johan Heldenbergh firmaron contrato para protagonizar la película.
La filmación comenzó en los animales para ser utilizados en la película el 9 de septiembre de 2015, pero la fotografía real con los actores principales se inició el 29 de septiembre de 2015, en Praga, República Checa. Suzie Davies serviría como la diseñadora de producción, Andrij Parekh como el director de fotografía, Bina Daigeler como el diseñador de vestuario. El rodaje terminó el 29 de noviembre de 2015.